# Aggregerat utbud
Aggregerat utbud är ett makroekonomisk begrepp som beskriver det totala utbudet av varor och tjänster som företag i hela ekonomin planerar att sälja under en viss tidsperiod till en given prisnivå.